# Cot Aluto
Cot Aluto är en kulle i Indonesien.   Den ligger i provinsen Aceh, i den västra delen av landet, 1 900 km nordväst om huvudstaden Jakarta. Toppen på Cot Aluto är 179 meter över havet. Cot Aluto ligger på ön Pulau We.
Terrängen runt Cot Aluto är kuperad åt sydväst, men åt nordost är den platt. Havet är nära Cot Aluto åt nordost.  Närmaste större samhälle är Sabang, 4,9 km nordväst om Cot Aluto. I omgivningarna runt Cot Aluto växer i huvudsak städsegrön lövskog.